# Кэмпбелл, Кристофер
Кри́стофер Ла́нди Кэ́мпбелл (англ. Christopher Lundy "Chris" Campbell; 9 сентября 1954 года, Уэстфилд, Нью-Джерси, США), также известный как Крис Кэмпбелл (Chris Campbell) — американский борец вольного стиля, чемпион мира, трёхкратный обладатель Кубка мира, бронзовый призёр Олимпийских игр 1992 года.

## Спортивная карьера
- Чемпион мира (1981), серебряный призёр чемпионата мира (1990).
- Обладатель Кубка мира (1981, 1984, 1991), бронзовый призёр Кубка мира (1993).
- Бронзовый призёр Олимпийских игр 1992 года в Барселоне (см. таблицу турнира).
- Серебряный призёр Панамериканских игр (1991).
- Серебряный призёр Панамериканского чемпионата (1991) — зачёт результата на Панамериканских играх 1991.
- Победитель турнира Суперчемпионат мира (1980).
- Серебряный призёр турнира Grand Masters of Olympic Wrestling (1990).
- Победитель Тбилисского международного турнира (1991).
- Чемпион США (1983, 1990, 1991).
- Победитель студенческого NCAA чемпионата США (1976, 1977), серебряный призёр NCAA чемпионата США (1975)[3].

## Признание
- В 1992 году введен в Зал спортивной славы Университета штата Айова[4].
- В 2005 году введен в Зал национальной славы борьбы США[5].

## Видео
Олимпийские игры 1992, вольная борьба, до 90 кг, финальная схватка за 3-е место: Кристофер Кэмпбелл (США) — Пунцагийн Сухбат (Монголия)